# The Big Bang Theory (Гриффины)
The Big Bang Theory («Теория Большого Взрыва») — шестнадцатый эпизод девятого сезона мультсериала «Гриффины», премьера которого состоялась 8 мая 2011 года на канале FOX.

## Сюжет
После неудачной попытки пошутить в ответ Брайану Стьюи начинает отправляться назад во времени, чтобы насолить Брайану, фактически испортив ему жизнь. В конце концов, Брайан ловит его в машине времени. В борьбе за её пульт управления они выпадают из пространственно-временного континуума, где законы физики не действуют и где блок возврата не может вернуть их домой. Стьюи принимает рискованное решение перегрузить этот блок, чтобы они вернулись обратно. Стьюи позже определяет, что взрыв блока, а, следовательно, и он сам, был причиной Большого Взрыва, потому что радиационный фон, который создал вселенную, соответствует фону от взрыва блока.
При покупке плутония для питания нового блока возврата полу-брат Стьюи, Бертрам, узнает о существовании машины времени и пробирается в дом Гриффинов, чтобы убить предка Стьюи в целях предотвращения его рождения. Брайан и Стьюи приходят к выводу: так как Стьюи был причиной БВ, а Бертрам хочет убить его предка, следовательно, нет Стьюи — нет Большого Взрыва — нет Вселенной (произойдет дрожь ткани Вселенной, что погубит её). Они также отправляются во времени на 15 минут раньше Бертрама, чтобы остановить его от убийства предка Стьюи, которым оказался Леонардо да Винчи. После небольшого поединка Бертрам может выстрелить из арбалета во всех троих. Несмотря на предупреждение, что он может разрушить всё существующее, Бертрам всё же убивает да Винчи. В ярости Стьюи отбирает у него оружие и им же убивает Бертрама.
Несмотря на то, что да Винчи мертв, вселенная существует. Стьюи приходит к выводу, что он должен быть своим же предком. Он посылает Брайана в настоящее, где ему приходит письмо из Ватикана, главной мыслью которого было то, что Стьюи похоронил себя в криогенной трубке под подвалом их дома. Как только Брайан раскопал и оживил его, Стьюи рассказывает Брайану, что он, при помощи шприца, ввёл своё ДНК в подругу да Винчи. Стьюи приносит с собой для Брайана свечу, но Брайан сердится на него, так как он считает, что лучше бы Стьюи захватил рукописи да Винчи.

## Создание
Автор сценария: Дэвид Гудман
Режиссёр: Доминик Полчино
Композитор: Уолтер Мёрфи

## Интересные факты
- Когда Брайан назвал себя творцом вселенной, Стьюи сравнил его с Артом Гарфанкелом.
- В эпизоде с проникновением Бертрама в дом видно, что Стьюи спит в дневной одежде.